# Tradiciones y leyendas de Honduras (libro)
La obra "Leyendas y Tradiciones de Honduras”, es una recopilación de tradiciones y leyendas orales de la república de Honduras, realizada exhaustivamente por Jesús Aguilar Paz.

## Argumento
La obra fue rescatada y escrita por su autor Jesús Aguilar Paz, en su largo recorrido por el territorio levantando el Mapa de Honduras, al concluirlo fue enviado al Concurso Nacional realizado en 1930, obtuvo el primer premio en la rama de Folklore y fue publicado en 1931. En 1972 Aguilar Paz, se dedicó a revisarla, corregirla y aumentarla, dejando la actual edición definitiva que fue publicada en 1972.
La obra es un inventario general de los motivos tradicionales y legendarios de Honduras. Pero, más que eso, -guarda en cofre de piedras preciosas cuyas sutiles luces iluminarán el rostro de cada uno de los hondureños- como mencionó su autor. El libro contiene los nombres de Honduras, las fundaciones de los pueblos, su geografía y antropología, descripciones de minas y tesoros escondidos, canciones de infancia y de amor, coplas y bombas, poesías populares, adivinanzas y hasta el azoro de cuentos sobrenaturales, completando la obra con la vida cotidiana del hondureño describiendo su modo de ser, sus costumbres y trabajos.
Junto con el Mapa de Honduras y la Flora Tradicional, “Tradiciones y Leyendas de Honduras” constituye el triángulo del monumento que Aguilar Paz deja a la identidad y cultura hondureña, en donde el pueblo hondureño encontrará y reconstruirá su propio rostro. Contiunidad que fue legada al Doctor Enrique Aguilar Paz, -hijo del autor- el patrocinio de la publicación de esta obra trascendental, que va especialmente dirigida para la formación patriótica de la juventud hondureña.

### Contenido
- Tradición histórica.
- Geografía y leyenda.
- La tradición y la iglesia.
- Brujería y superstición.
- Costumbres populares.
- Poesía y amor.
- Puñado de leyendas.
- El resplandor del oro.
- Luz y sombras.
- Actualidad.
- Tradición de la tierra.
- Tesoro filológico.